# Idiodes rhacodes
Idiodes rhacodes är en fjärilsart som beskrevs av Turner 1947. Idiodes rhacodes ingår i släktet Idiodes och familjen mätare. Inga underarter finns listade i Catalogue of Life.